# Josh McEachran
Joshua Mark McEachran (Oxford, Oxfordshire, Inglaterra, 1 de marzo de 1993), más conocido como Josh McEachran, es un futbolista inglés que juega como centrocampista en el Bristol Rovers F. C. de la League Two de Inglaterra.
Es considerado uno de los jugadores más talentosos que han surgido de la Academia del Chelsea Football Club en los últimos años. Por su forma de juego, ha sido comparado con jugadores como Frank Lampard, Scott Parker, Xavi Hernández, Andrés Iniesta, Andrea Pirlo, Liam Brady y Jack Wilshere.
Josh también era considerado una de las promesas del fútbol inglés, junto con Nathaniel Chalobah del Chelsea Football Club, Jordan Henderson, del Liverpool FC, Jonjo Shelvey del Newcastle United, Andre Wisdom del West Bromwich Albion , Jack Wilshere y Alex Oxlade-Chamberlain del Arsenal FC, Phil Jones del Manchester United, Connor Wickham del Crystal Palace y Ross Barkley del Everton FC.

## Trayectoria

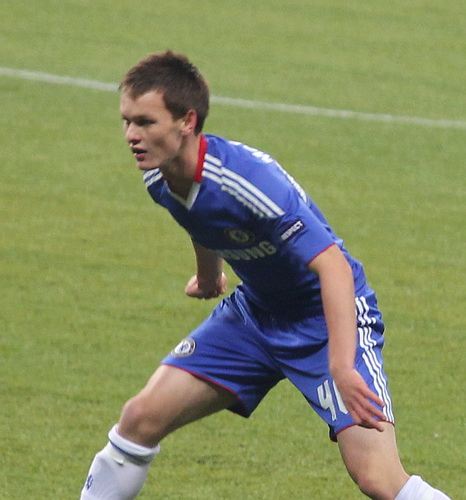
Josh McEachran durante un encuentro ante el Spartak de Moscú el 19 de octubre de 2010.

Josh comenzó a jugar fútbol en el Garden City de su natal Oxford, antes de ser fichado por la Academia del Chelsea Football Club a los 8 años de edad. Durante su período en la academia, Josh trascendió de tal forma que a los 15 años de edad tuvo la oportunidad de entrenar con el primer equipo.
En la temporada 2006-07, Josh debutó con el equipo juvenil el 1 de abril de 2007 en la victoria por 4-1 sobre el Ipswich Town cuando contaba con tan sólo 14 años de edad. Sin embargo, Josh no logró disputar ningún encuentro en la temporada 2007-08, aunque en la temporada 2008-09 pudo afianzarse en el equipo juvenil, disputando 20 encuentros y anotando 4 goles. Luego, en la temporada 2009-10, Josh se convirtió en pieza clave del mediocampo del equipo, disputando 18 encuentros y anotando 2 goles, además de que ayudó al equipo a llegar a la final de la FA Youth Cup, consagrándose campeón del torneo el 4 de mayo de 2010, cuando el Chelsea derrotó al Aston Villa por 2-1 (3-2 en el global) para así coronarse campeón del torneo desde 1961. También logró debutar con el equipo de reservas el 29 de septiembre de 2009 en la victoria por 1-0 ante el Wolverhampton Wanderers. En total, Josh disputó solamente 9 encuentros con las reservas esa temporada, pero fueron suficientes para afianzarse como titular. A mitad de la temporada, Josh fue promovido al primer equipo, asignándosele el dorsal #51, además de tener la oportunidad de entrenar con el mismo. Josh fue convocado al primer equipo para un encuentro de Football League Cup frente al Blackburn Rovers el 2 de diciembre de 2009 y para un encuentro de liga frente al Everton FC el 10 de febrero de 2010 pero, a pesar de no haber sido llamado a la banca en ninguno de los dos encuentros, la intención era comenzar a foguearse con el primer equipo.
El 17 de julio de 2010, durante la pretemporada del Chelsea, Josh debutó con el primer equipo ante el Crystal Palace, en el que dio una asistencia de gol a Michael Essien, antes de ser sustituido al minuto 60 por Milan Lalkovič. En dicho encuentro, el Chelsea se impuso por 1-0. En el siguiente encuentro ante el Ajax Ámsterdam, McEachran fue nuevamente titular, aunque fue sustituido al medio tiempo por Scott Sinclair. Al final, el Chelsea fue derrotado por 3-1. Finalmente, Josh fue promovido al primer equipo, asignándosele el dorsal #46.
Su debut oficial con el Chelsea fue el 15 de septiembre de 2010 en la victoria por 4-1 ante el MŠK Žilina en la Liga de Campeones, luego de haber entrado de cambio al minuto 78 por Yossi Benayoun, convirtiéndose así en el primer jugador en participar en la competición con fecha de nacimiento posterior al comienzo del nuevo formato de la Liga de Campeones de la UEFA el 25 de noviembre de 1992. También debutó en la Football League Cup seis días después en la derrota por 4-3 ante el Newcastle United, al haber entrado de cambio al minuto 56 por Salomon Kalou. En ese encuentro, McEachran tuvo un desempeño destacado y fue el parteaguas para ser considerado por Carlo Ancelotti en la mayoría de los siguientes encuentros.
Con Frank Lampard y Yossi Benayoun lesionados, McEachran recibió más oportunidades en el Chelsea, debutando en la Premier League ante el Manchester City cuatro días después del encuentro ante el Newcastle. McEachran sustituyó al minuto 80 a Ramires, aunque el City se llevó la victoria por 1-0. Su buen desempeño con el Chelsea en unos cuantos partidos provocó reacciones en el mismo club, tales como la de Ancelotti, quien dijo que McEachran "no está a la venta" y que no sería cedido a ningún equipo.

"No lo vamos a ceder. Se quedará aquí y jugará aquí. Ahora tenemos un jugador más. Es una sorpresa porque es un jugador muy talentoso y le hemos preparado a él un programa de entrenamiento especial para que mejore, pero creo que está mejorando muy rápidamente."
Carlo Ancelotti, (25 de septiembre de 2010).

Luego de haber disputado algunos encuentros como sustituto, McEachran tuvo su primer encuentro como titular con el Chelsea el 23 de noviembre de 2010 en la Liga de Campeones ante el Žilina. McEachran tuvo una participación destacada en aquel partido y ayudó a su equipo a llevarse la victoria por 2-1. En el siguiente encuentro ante el Olympique de Marsella, McEachran fue nuevamente titular y, aunque tuvo un buen desempeño, el Chelsea fue derrotado por 1-0. También fue titular en la victoria por 7-0 sobre el Ipswich Town en la FA Cup el 9 de enero de 2011, disputando todo el encuentro. Sin embargo, su primer encuentro como titular en la Premier League no sería sino hasta el 15 de mayo de 2011 ante el Newcastle, aunque el Chelsea empató a 2-2 en Stamford Bridge. En ese encuentro, McEachran fue sustituido en el minuto 64 por Michael Essien.
El desempeño de McEachran con el Chelsea en su primera temporada fue tal que ha recibido elogios por parte de otros futbolistas, tales como Frank Lampard, quien dijo que "va a ser un gran jugador", así como de exjugadores del Chelsea como Ron Harris, quien dijo que "Josh McEachran es una joya". Además, el 19 de mayo de 2011, McEachran fue elegido como el Mejor Jugador Joven del Chelsea mediante una votación.
Durante esta temporada, McEachran también fue parte fundamental tanto para el equipo juvenil, como para el equipo de reservas, al haberlos ayudado en sus respectivas competencias. Con el equipo de reservas, Josh disputó solamente 10 encuentros, pero fue pieza clave en la obtención de la Premier Reserve League por primera vez en la historia del Chelsea, mientras que con el equipo juvenil, Josh jugó un papel importante en el mediocampo del equipo durante la incursión de éste en la FA Youth Cup, disputando 5 encuentros y anotando un gol en la victoria por 2-1 sobre el Barnsley FC en la quinta ronda de la competición. Como recompensa, el club le ofreció una extensión de contrato por 5 años el 15 de julio de 2011.
Para la temporada 2011-12, se le asignó el dorsal 20, un cambio respecto al dorsal 46 que había utilizado anteriormente. No obstante, no disputaría ningún encuentro sino hasta el 21 de septiembre de 2011, cuando fue titular en la victoria por 4-3 en penales sobre el Fulham FC en la Football League Cup, aunque fue sustituido en el minuto 52 por John Terry debido a la expulsión de su compañero Alex.

## Selección nacional
Josh ha sido internacional con la selección de Inglaterra sub-16, sub-17, sub-19 y sub-21. Durante su período con la sub-16 y la sub-17, Josh fue el capitán de ambos equipos. Con la sub-17, Josh disputó el Campeonato Europeo sub-17 de 2010, con la que se consagró campeón el 30 de mayo de 2010, al haber derrotado por 2-1 a España en la final. Durante dicho torneo, Josh anotó solamente un gol, el cual fue ante la República Checa en la fase de grupos. Su primer gol con la sub-19 fue el 8 de octubre de 2010 ante Albania, al haber abierto el marcador en el minuto 17 para luego imponerse por 6-1. El 11 de noviembre de 2010, Josh fue llamado por primera vez a la sub-21 para disputar un partido amistoso ante Alemania, el cual se llevó a cabo el 16 de noviembre y en donde Inglaterra fue derrotada por 2-0, con Josh habiendo entrado de cambio al minuto 87 por Nathan Delfouneso. Luego, el 2 de febrero de 2011, Josh fue convocado por segunda vez a la sub-21 para un partido amistoso ante Italia, el cual se llevó a cabo el 8 de febrero y en donde Josh disputó el encuentro como titular, aunque fue sustituido en el minuto 83 por Kieran Trippier. En dicho encuentro, Italia se impuso por 1-0. Sin embargo, su impresionante desempeño ante el equipo italiano hizo que se ganara el halago de sus compañeros de equipo, tales como Marc Albrighton, quien lo describió como "el verdadero futuro de Inglaterra".

"Olvídense de Jack Wilshere. Josh McEachran es el futuro del fútbol inglés, sin lugar a dudas. Él tiene un gran futuro por delante."
Marc Albrighton después del partido.

## Clubes
| Club                           | País         | Año       |
| ------------------------------ | ------------ | --------- |
| Chelsea F. C.                  | Inglaterra   | 2010-2015 |
| Swansea City A. F. C. (cedido) | Gales        | 2012      |
| Middlesbrough F. C. (cedido)   | Inglaterra   | 2012-2013 |
| Watford F. C. (cedido)         | Inglaterra   | 2013-2014 |
| Wigan Athletic F. C. (cedido)  | Inglaterra   | 2014      |
| S. B. V. Vitesse (cedido)      | Países Bajos | 2014-2015 |
| Brentford F. C.                | Inglaterra   | 2015-2019 |
| Birmingham City F. C.          | Inglaterra   | 2019-2021 |
| Milton Keynes Dons F. C.       | Inglaterra   | 2021-2023 |
| Oxford United F. C.            | Inglaterra   | 2023-2025 |
| Bristol Rovers F. C.           | Inglaterra   | 2025-     |

## Palmarés

### Títulos internacionales
| Título                    | Club (*)          | País          | Año  |
| ------------------------- | ----------------- | ------------- | ---- |
| Campeonato Europeo sub-17 | Selección inglesa | Liechtenstein | 2010 |

(*) Incluyendo la selección inglesa.

### Distinciones individuales
| Distinción                                  | Año  |
| ------------------------------------------- | ---- |
| Premio al Deportista del Año de Oxfordshire | 2010 |
| Mejor Jugador Joven del Chelsea F. C.       | 2011 |

## Vida privada
Tiene orígenes escoceses por parte de sus padres.